# منطق صوری
منطق صوری (به انگلیسی: Formal logic) شاخه‌ای از منطق است که طرز صحیح صورت‌بندی اندیشه را به نحو کلی بیان می‌کند به گونه‌ای که با به‌کار بردن آن صورت‌ها، ذهن از خطای صوری مصون می‌شود.
تمام اهمیت ارسطو در منطق و بزرگ‌ترین کشف او در این دانش، کشف صورت (form) است. کشفِ پایه‌ای ارسطو این بود که درستی و نادرستیِ استدلال‌هایی که ما در زبانِ طبیعی انجام می‌دهیم نه به محتوای آن‌ها بلکه به‌صورت، تصور یا قالب آن‌ها بستگی دارد. به دلیلِ همین بستگی به‌صورت است که این منطق را «صوری» می‌نامند. این کشف بسیار مهم به‌شمار می‌آید، هر چند که شاید پس از حل گشتن، معمایی آسان به نظر رسد. هنگامی که استدلالِ زیر را انجام می‌دهیم:
همهٔ انسان‌ها فانی‌اند.

سقراط انسان است.

نتیجه: سقراط فانی است.
به دو جملهٔ نخست «مقدماتِ» استدلال (در سنت ایرانی کُبرا و صُغرا) و به جملهٔ پایانی نتیجه می‌گویند. به‌علاوه به «سقراط» در مقدمهٔ دوم «موضوع» گفته می‌شود و به «انسان» در همان جمله «محمول» گفته می‌شود.
درستی استدلال بالا ربطی به این امر ندارد که دربارهٔ انسان، سقراط یا فانی بودن صحبت می‌کند. بلکه فقط و فقط به این دلیل است که چینشِ واژه‌ها به نحوِ ویژه‌ای صورت گرفته‌است:
همهٔ Aها B هستند.

a یک A است.

نتیجه: a یک B است.
هر استدلالی که واژه‌هایِ آن همین صورت یا فرم را داشته باشند در زمرهٔ استدلال‌هایِ معتبر است. ارسطو استدلال‌هایِ سالم و عقیم را یافت و دسته‌بندی کرد. بعدها نشان داده شد که می‌توان برخی از انواعِ استدلال را به انواعِ دیگر دگرگون نمود و در نتیجه شمار آنها را کاهش داد.
منطق جدید (منطق ریاضی) که به دست فرگه تأسیس شد، نیز مانند منطق ارسطو، صوری است؛ با این تفاوت که منطق جدید، در تحلیل جمله، صورت دیگری کشف کرده‌است.